# 四川广播电视台
四川广播电视台（英語：Sichuan Radio and Television，SRT），电视部门及广播部门仍保留四川电视台和四川人民广播电台的呼号。，是中华人民共和国四川省一家主要从事广播电视节目制作的特大型省属事业单位。
四川广播电视台成立于2010年1月21日，是由原四川人民广播电台、四川电视台、四川广播电视集团等单位合并组建而成。共有12个电视频道和10个广播频率。旗下“熊猫新媒体”主营广播电视台官网和四川境内IPTV业务。旗下的“四川观察”亦为该台新媒体平台，在抖音平台拥有较多粉丝，其发布的视频受到大量关注。

## 电视文化

### 台标
- 1994年9月1日-2010年12月31日（四川卫视）
1994年1月1日-2018年9月26日（地面频道）
2009年10月28日-2019年1月22日（康巴卫视）

这一台标启用于1994年9月1日早晨7时整。四川电视台的标志是“四川”二字的结合体。古时的计账先生习惯将“四”字以一个“圈”的形式一气呵成，而台标“四”字的右边两划与“四”字共同构成了“川”字，整个标志合起来就是汉字“四川”。台标的颜色最初为三基色，之后台标多次微调。值得一提的是，四川电视台台标最初是1991年创办的中国四川国际电视节活动标志。

## 服务

### 电视频道
四川广播电视台的电视服务源于1958年成立的四川电视台，1960年5月1日开播，是中国最早上星播出的省级电视频道之一，从2003年8月1日起，四川卫视采用亚洲二号（东经100.5度）卫星9B转发器进行数字信号传输，节目覆盖全国、全省、东南亚地区，可接收人口5.6亿人，现有12个电视频道。
| 頻道名稱            | 语言                    | 广播格式                    | 啟播時間                                                                                       | 频道前身 | 備註 | 備註 |
| 四川卫视SCTV-1      | 普通話                  | SD: PAL 576i 4:3 HD：1080i  | 标清版：1960年5月1日（开播） 1997年6月28日（上星） 高标清数模同播：2015年                      | 四川电视台第一套节目 四川电视台新闻综合频道                                                                                    | |      |
| 经济频道SCTV-2      | 普通話                  | SD: PAL 576i 16:9 HD：1080i | 试播：2000年9月1日 正式开播：2000年12月21日 高标清16:9同播：2017年1月25日                      | 四川电视台六频道:146-147 | 目前与四川文化旅游频道合并管理。 |      |
| 文化旅游频道SCTV-3  | 普通話                  | SD: PAL 576i 16:9 HD：1080i | 试播：1993年12月28日 正式开播：1995年10月26日 更名：2004年2月5日 高标清16:9同播：2017年1月19日 | 四川电视台十频道 四川电视台第二套节目 四川电视台文体频道                                                                       | 原为1984年10月1日开播、用于转播中央电视台第二套节目的四川电视台十频道，1987年2月1日开始在十频道加插播出四川电视台第二套节目，1993年12月28日起以“黄金十频道”呼号播出自制节目，2004年2月5日更名文化旅游频道:144。 目前与四川经济频道合并管理。 |      |
| 新闻频道SCTV-4      | 普通話                  | SD: PAL 576i 16:9 HD：1080i | 开播：1993年9月29日 高标清16:9同播：2018年9月26日                                              | 四川有线电视台新闻综合频道:186 四川有线广播电视台新闻频道 四川电视台综艺频道 四川电视台新闻资讯频道                            | 中国西部首家24小时新闻频道。 |      |
| 影视文艺频道SCTV-5  | 普通話                  | SD: PAL 576i 16:9 HD：1080i | 开播：1993年9月29日 高标清16:9同播：2016年4月27日                                              | 四川有线电视台影视文艺频道 四川有线广播电视台影视文艺频道                                                                      | 2014年起成为四川省及成都市收视率最高的电视频道。 |      |
| 星空购物频道SCTV-6  | 普通話                  | SD: PAL 576i 16:9 HD：1080i | 开播：1995年2月                                                                                | 四川有线电视台电视购物频道 四川有线电视台经济频道 四川有线广播电视台经济频道 四川有线广播电视台运动休闲频道 四川电视台体育频道 | 开播时为四川有线电视台电视购物频道，1996年2月改为经济频道，2000年3月改为运动休闲频道，2001年7月1日并入四川电视台，改为体育频道:191，2007年12月28日起改名为星空购物频道                                                                       |      |
| 妇女儿童频道SCTV-7  | 普通話                  | SD: PAL 576i 16:9 HD：1080i | 开播：1995年1月 高标清16:9同播：2017年12月27日                                                 | 四川有线电视台妇女儿童频道 四川有线广播电视台妇女儿童频道:191                                                                  | |      |
| 科教频道SCTV-8      | 普通話                  | SD: PAL 576i 16:9 HD：1080  | 标清版：1998年 高清版：2020年10月21                                                            | 四川教育电视台 四川电视台科技教育频道                                                                                          | 由四川广播电视台和四川省教育厅共同管理 |      |
| 乡村频道SCTV-9      | 普通話                  | SD: PAL 576i 16:9 HD：1080i | 开播：1993年9月29日 更名：2002年7月1日 高标清16:9同播：2019年5月8日 上星：2021年3月20日        | 四川电视台图文信息频道 四川电视台公共频道 四川广播电视台公共·乡村频道                                                          | 2019年5月26日更名为公共·乡村频道。2021年3月20日更名为乡村频道并上星覆盖全省播出。 |      |
| 峨眉电影频道SCTV-10 | 普通話                  | SD: PAL 576i 16:9 HD：1080i | 试播：2005年1月1日 正式开播：2005年3月6日                                                      | | 该频道隶属峨眉电影集团 分两路信号播出，其中广电台备播标清16:9信号台标为红色，峨影厂播控信号为高清16:9且台标为四川电视台旧台标，只是显示模式与四川台全部频道一致                                                                              |      |
| 康巴卫视SCTV-11     | 藏语康巴方言 汉语普通话 | SD: PAL 576i 16:9 HD：1080i | 标清版：2009年10月28日 高标清16:9同播：2018年9月26日                                           | | 全国唯一以汉语、藏语双语播出的电视频道，四川唯一民族语卫星电视频道。 |      |

#### 已停播频道
- 国际频道：2010年2月28日开播[7]，2021年2月24日停播，停播当天从亚太5C卫星（138.0）撤下信号。
- 星空城市频道：开播时间不详，停播时间不详

### 广播频率
四川广播电视台的广播服务源于1952年10月1日成立的四川人民广播电台，现有9个广播频率。
注：频道频率除特别标注外，均为同频覆盖或以成都地区频率为主。
| 頻道名稱                        | 语言                                      | 频道频率      | 啟播時間       | 頻道口號                     | 频道前身                                                                | 備註 |
| 综合广播频率 （四川之声）       | 普通話                                    | FM98.1 AM1116 | 1952年10月1日  | 听四川 说天下 从这里听懂四川 | 四川人民广播电台第一套节目                                              | 四川广播电视台广播主频率。                                                                               |
| 经济频率 （四川财富广播）       | 普通話                                    | FM94.0        | 1991年1月1日   |                              | 四川经济广播电台 四川人民广播电台经济台                                 | 四川首家省级专业广播电台。1998年6月改为四川人民广播电台经济台。2001年4月，与健康之声合并，统称经济频率。 |
| 民族频率 （四川民族广播）       | 普通話 藏语康巴方言 藏语安多方言 凉山彝语 | AM954         | 1994年10月1日  |                              | 四川人民广播电台第二套节目 四川民族广播电台（四川人民广播电台金桥之声） | 全国首家民族广播电台。2002年改为民族频率。                                                               |
| 音乐频率 （岷江音乐广播）       | 普通話                                    | FM95.5        | 1994年10月8日  | 随心听音乐 深情955           | 岷江音乐广播电台 四川人民广播电台岷江音乐台                             | 1998年6月改为四川人民广播电台岷江音乐台。2001年4月，与都市之声合并，统称音乐频率。                       |
| 交通频率 （四川交通广播）       | 普通話                                    | FM101.7       | 2003年12月28日 |                              |                                                                         | 四川收听率最高的电台频率。                                                                               |
| 文艺频率 （四川文艺广播）       | 普通話                                    | FM90.0        | 2009年         | 奋斗由我 安逸由心            |                                                                         | |
| 新闻频率 （四川新闻广播）       | 普通話                                    | FM106.1       | 2012年1月1日   | 新闻，不止于新闻             |                                                                         | |
| 城市之音频率                    | 普通話                                    | FM102.6       |                |                              |                                                                         | |
| 天府之声频率 （四川私家车广播） | 普通話                                    | FM92.5        |                | 快乐心 自在行                | 四川农村广播                                                            | |

#### 已停播频率
- 四川证券广播电台：1993年6月28日开播，是四川首个收费广播电台。1998年6月改为四川人民广播电台证券台。2000年2月停播。
- 四川健康之声广播：由四川经济广播电台与四川省卫生厅合办，1997年12月1日试播，1998年1月1日正式开播，2001年4月并入经济频率。
- 四川信息广播电台：1992年12月15日试播，1994年12月15日正式开播，1996年6月18日更名为四川妇女儿童广播电台，1998年6月改为四川人民广播电台妇女儿童台，2000年1月1日改为四川电台都市之声，2001年4月并入音乐频率。
- 四川旅游生活广播（FM97.0MHz）：原四川电台都市生活广播（旅游广播），2003年10月1日试播，2019年11月1日停播。

## 争议

### 四川衛視侮辱黃家駒事件
2009年9月25日，四川電視台綜合節目《天下笑友會》之主持及中國東北小品演員發表侮辱黃家駒之言論，引起Beyond歌迷強烈抗議，最終電視台公開道歉。

### 杭州没有四川台报警
2019年4月18日中午，杭州西湖公安分局转塘派出所接到一起报警，报警人称杭州华数有线数字电视没有四川卫视，一定要民警前去处置，坐堂民警王金磊随即拨通了报警人电话。报警人却称“中国大陆上至少应该每个台都要有啊”，随后西湖区公安分局却表示是“无效警情”。随着该事件被传开后，杭州华数在微博上表示“因四川卫视与杭州华数授权到期”，之后又公关了相关微博视频。

### 画面中出现未经处理的男性性器官
2019年7月27日晚，四川广播电视台新闻频道播出的一档节目中显示记者暗访一家按摩店，但有观众发现该记者在店内拍摄的镜头中有未做任何处理的男性性器官出现。7月29日，四川新闻频道就此事发表致歉声明，相关责任人已被停职。